# Kazuki Tomokawa

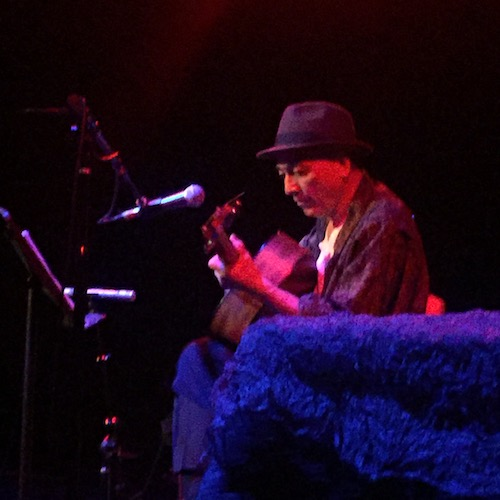
Kazuki Tomokawa, 2017

Kazuki Tomokawa (jap. 友川 かずき, Tomokawa Kazuki; * 16. Februar 1950 in Hachiryū, heute Mitane, Präfektur Akita) ist der Künstlername von Tenji Nozoki (及位 典司, Nozoki Tenji), eines überaus produktiven japanischen Acid-Folk-Sängers, Dichters, Autors und Künstlers, der seit den 1970er Jahren in der japanischen Musikszene aktiv ist. Wegen seines sehr eigenen Gesangstils wird er auch als „schreiender Philosoph“ bezeichnet. Seine Musik wurde in Filmen von Regisseuren wie  Takashi Miike und Kōji Wakamatsu verwendet, außerdem tritt er selbst in Miikes Izo (2004) auf.

## Diskographie
- Yatto Ichi Mai Me (Englischer Titel: Finally First Album), 1975
- Nikusei (Englischer Titel: Human Voice), 1976
- Senbazuru o Kuchini Kuwaeta Hibi, 1977
- Ore no Uchi de Nariymanai Uta - Nakahara Chuya Sakuhinshu (Englischer Titel: Poems That Won't Stop Crying From With Me - Nakahara Chūya Collection), 1978
- Inu - Tomokawa Kazuki Akita Concert Live (Englischer Titel: Dog - Akita Concert Live), 1979
- Sakura no Kuni no Chiru Naka O (Englischer Titel: Within the Country of Falling Cherry Blossoms), 1980
- Umi shizuka, Koe wa Yami (Englischer Titel: Sea Is Silent, Voice/Soul Is Suffering), 1981
- Muzan no Bi (Englischer Titel: Beauty Without Mercy), 1986
- Hanabana no kashitsu (Englischer Titel: Fault of Flowers), 1993
- Live Manda-La Special, 1994
- Maboroshi to asobu (Englischer Titel: Playing with Phantoms), 1994
- Hitori Bon-Odori (Englischer Titel: Dance A Bonodori Alone), 1995
- GO-EN: Live In Nihon Seinenkan, Konzert mit Kan Mikami 1995
- Shibuya Apia Document, 1995 (Live)
- Zeiniku no Asa (Englischer Titel: Fat in The Morning Light), 1996
- Hoshi no Process (Englischer Titel: The Process of Stars), 1998 (Compilation)
- Yume wa Hibi Genki ni Shinde Yuku (Englischer Titel: Dreams Die Blithefully Day By Day), 1998
- Sora no Sakana (Englischer Titel: Sky Fish), 1999
- Akai Polyan (Englischer Titel: Red Polyanthus), 2000
- Elise no me (Englischer Titel: The Eyes of Elise), 2001
- Kenshin no Ichigeki (Englischer Titel: A Blow By Kenshin), 2002
- Box, ein Set mit Tomokawas früheren Alben, 2003
- Pistol - Shibuya Apia Live 2003 DVD, 2004
- Itsuka toku mite ta, 2004
- Golden Best, 2004
- Satoru, 2005
- Live 2005 Osaka Banana Hall, 2005
- Blue Water, Red Water, 2008
- A Bumpkin's Empty Bravado, 2009
- Blue Ice Pick, 2010
- Vengeance Bourbon, 2014
- Gleaming Crayon, 2016